# 安东尼·格林伍德
阿瑟·威廉·詹姆斯·安东尼·格林伍德, 罗森代尔的格林伍德男爵, PC （1911年9月14日—1982年4月12日）是二十世纪五六十年代杰出的英国工党政治家。

## 背景和教育
格林伍德是亚瑟·格林伍德（克莱门特·艾德礼内阁下的工党副党魁）和他的妻子凯瑟琳·艾因斯沃斯的儿子，出生于利兹。在北伍德的商人泰勒学院接受教育，然后在牛津大学贝利奥尔学院 学习政治学、哲学和经济学，在那里他担任劳工俱乐部主席，并在1933年担任牛津大学辩论社主席。1933年，他作为英国大学辩论队成员访问了印度。

## 早年生活
大学毕业后，格林伍德继续从事政治工作，其中包括到美国进行辩论之旅和一些自由撰稿。他开始但没有完成在中殿律师学院学习律师资格的课程。他早期的职业生涯包括担任一位实业家的经济秘书，然后在1938年至1939年间为全国健身委员会工作。从1939年到1942年，格林伍德在信息部工作.在1941年，他成为总干事沃尔特·蒙克顿的私人秘书，与蒙克顿一起前往苏联和中东。1942年夏季，他加入了皇家空军，并于1943年2月被任命为情报官。1944年12月，他被派往战时内阁办公室，与蒙克顿一起调查莫尔比港的问题。

## 政治生涯
格林伍德14岁时加入了工党，并在战争前成为科尔切斯特选区的候选人。1945年至1949年，他在汉普斯特德自治市议会领导工党团体，并在1946年2月的补选中作为海伍德-拉德克利夫的议员进入议会。由于选区变化，他于1950年代表罗森代尔地区的国会议员重新参选。他在1950-1951年期间担任英国国会工党副主席，并在1951年至1952年和1955年至1960年期间担任影子内阁成员。他还在1954年至1960年期间担任工党全国执行委员会委员，并在1957年成为以色列劳工之友组织的首位主席。
1961年的工党党魁选举中，格林伍德作为挑战休·盖茨克尔的工党左翼候选人，但只获得了四分之一以上的工党议员支持。在哈罗德·威尔逊政府中，他先后从1964年到1969年担任殖民地大臣、海外发展大臣和住房与规划大臣。作为殖民地大臣，他推动了查戈斯群岛从毛里求斯领土中分离出来，并通过命令创立了英属印度洋领地，以便在迪戈加西亚岛上建立美国军事基地。
1970年9月22日，格林伍德被授予终身贵族称号，成为埃塞克斯郡东默西亚的罗森代尔男爵。从1977年到1979年，他担任英国上议院欧洲共同体特别委员会主席和委员会首席副主席。

## 商业生涯
在上议院期间，格林伍德担任了多个商业董事会成员。他一直是英联邦发展公司董事会成员，直到1978年。同时，自1972年至去世前，他担任不列颠尼亚互助银行董事，随后在1974年至1976年担任该银行董事长。他还担任一家石油勘探公司以及格林伍德发展控股有限公司的董事长。

## 其他公共任命
除了商业职位外，格林伍德还担任了多个公共服务方面的职务，如当地政府培训委员会和工作委员会主席、大都市当局协会主席、区域供热协会主席、英国火葬协会主席、马普林开发局董事会和中央兰开夏开发公司成员，还参与了几个住房组织。他曾在1972年至1978年担任兰卡斯特大学副校长，也是圭亚那大学英国募捐活动的财务顾问。他于1972年成为英以协会主席，是耶路撒冷教育基金会的受托人和以色列劳工之友主席。他支持许多慈善组织，也是核裁军运动的创始成员之一。

## 晚年生活及逝世

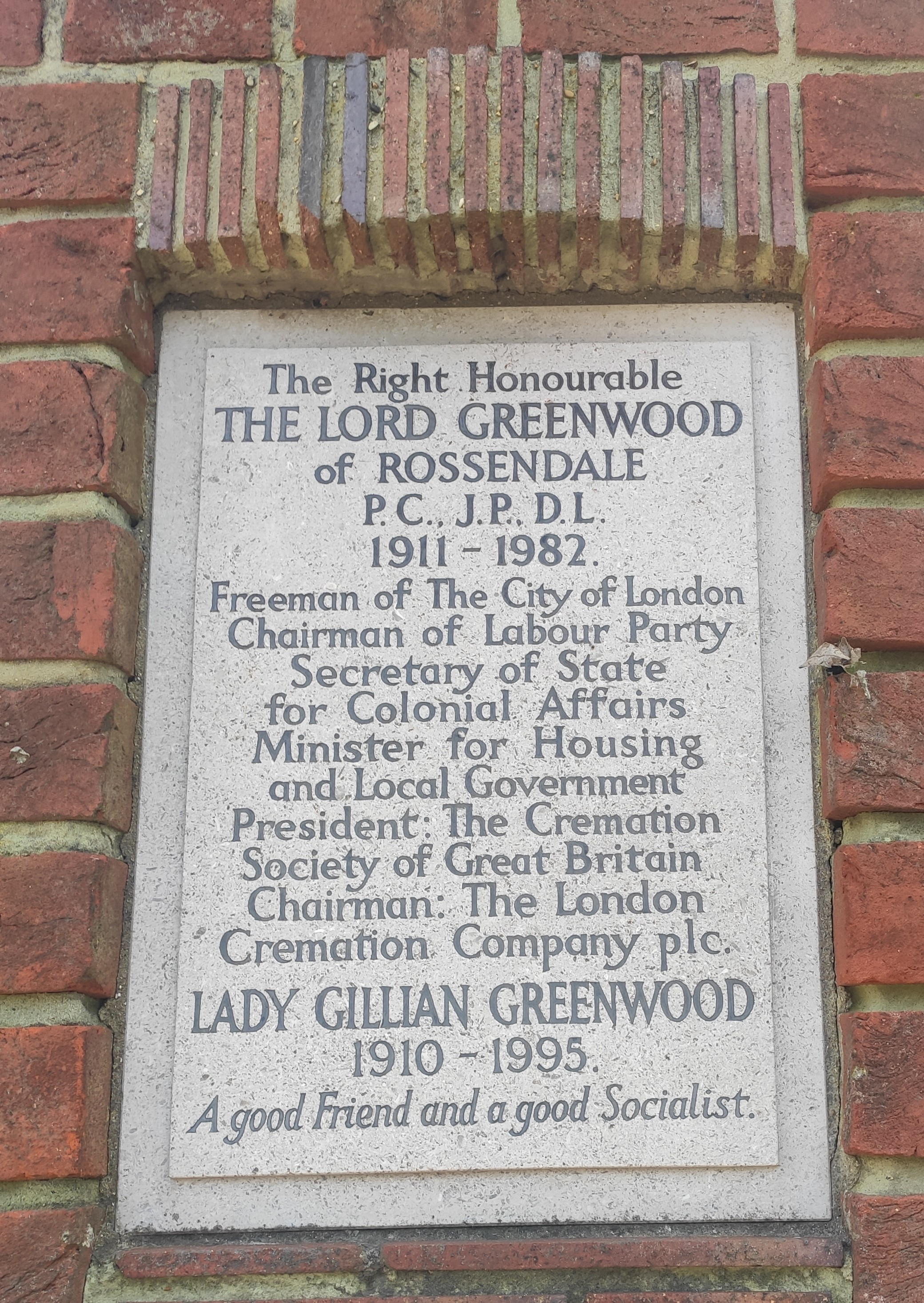
在戈尔德斯格林火葬场为格林伍德和他的妻子所设的铭牌。

1982年，格林伍德去世，享年70岁。他被火化后葬在戈尔德斯格林火葬场。